# Каселска литературна награда
„Каселската литературна награда“ (на немски: Kasseler Literaturpreis) за гротесков хумор се присъжда ежегодно след 1985 г. от Фондация Брюкнер-Кюнер и град Касел. Удостояват се писатели, „чието творчество е белязано от гротесков комизъм на високо художествено равнище“.
Отличието е на стойност 10 000 €.
След 2004 г. редовно се присъжда и поощрителна награда за хумористична литература на писатели в ранна фаза на тяхното творчество.
Поощрителната награда възлиза на 3000 €.

## Носители на наградата (подбор)
- Ернст Яндл (1987)
- Ирмтрауд Моргнер (1989)
- Роберт Гернхарт (1991)
- Кристоф Мекел (1993)
- Францобел (1998)
- Петер Биксел (2000)
- Джордж Табори (2001)
- Катя Ланге-Мюлер (2005)
- Петер Рюмкорф (2009) (посмъртно)
- Херберт Ахтернбуш (2010)
- Вилхелм Генацино (2013)
- Карен Дуве (2017)
- Сибиле Берг (2019)